# Harmadik rend

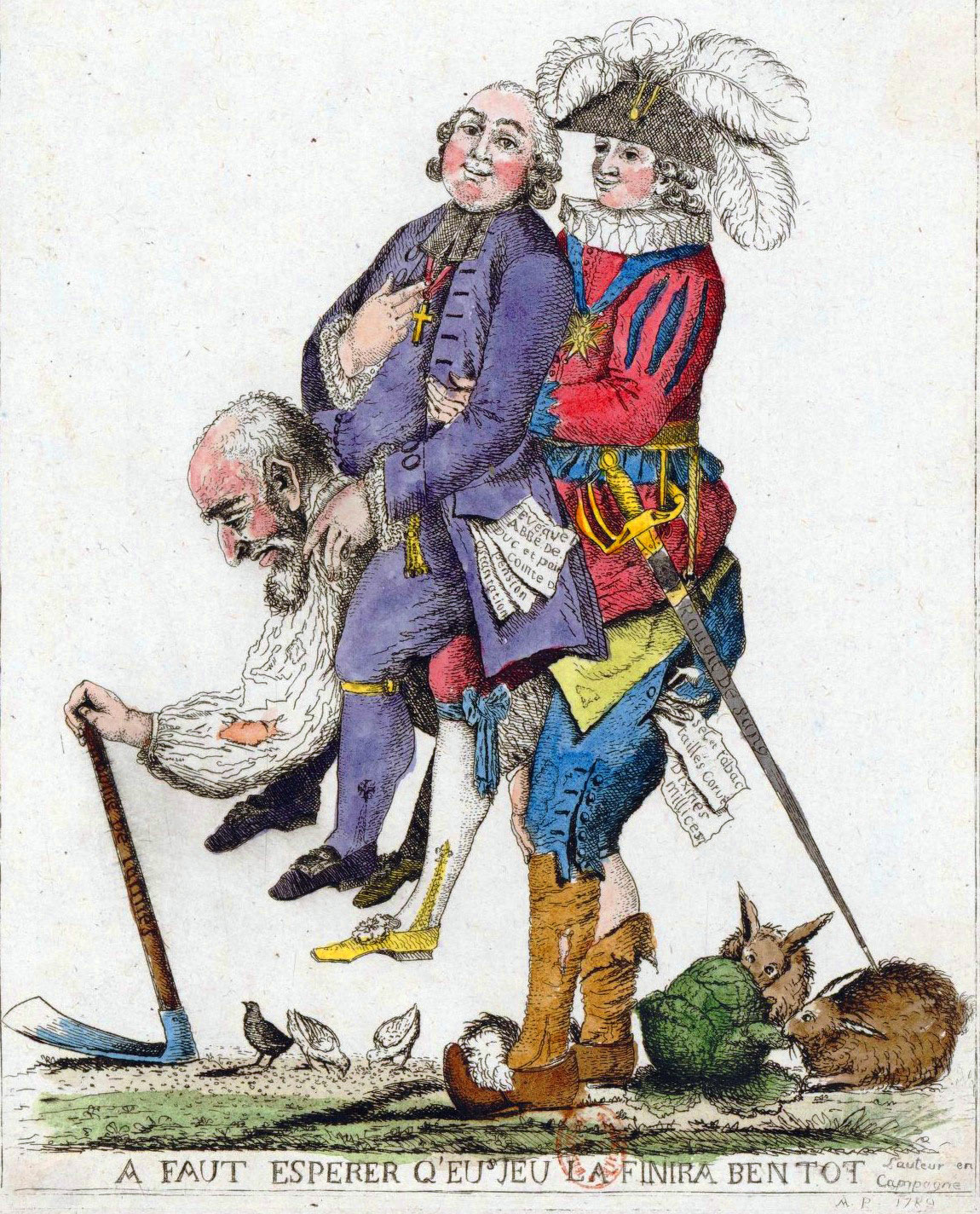
A papságot és a nemességet a hátán cipelő harmadik rend – francia politikai karikatúra 1789 áprilisából

A harmadik rend (franciaː tiers état) a forradalom előtti Franciaországban, az ancien régime időszaka alatt mindazokat az embereket magába foglalta, akik nem tartoztak a francia társadalom első két kiváltságos rendjéhez, azaz a papsághoz és az arisztokrácia tagjaihoz, a nemességhez.
Ők a lakosság túlnyomó többségét, kb. 98 %-át alkották; ide tartoztak a kereskedők, a polgárság, a kézművesek és az írástudatlan parasztok. Aránya ellenére a harmadik rend nagyrészt ki volt zárva a politikai hatalomból, egész az 1789 júniusában megalakult Nemzetgyűlésig. Ettől a rendtől hiányoztak a papság és a nemesség által élvezett kiváltságok. 
Az ancien régime-ben az első és a második rendet gyakran „kiváltságos rendeknek” nevezték, mivel ezek a rendek aránytalanul nagy hatalommal és vagyonnal rendelkeztek.
Az első két renddel szemben a  harmadik rend összességében aránytalanul kis méretű földdel rendelkezett. Az adózási egyenlőtlenség azonban még súlyosabb volt. E rend tagjainak számos közvetlen és közvetett adót, valamint földesúri illetéket kellett fizetnie, olyanokat, amelyek közül sokat a kiváltságos rendek tagjai nem fizettek.
A harmadik rend sérelmei és az egyenlőség iránti vágya jelentős tényezők voltak, amelyek a francia forradalomhoz vezettek.